# Grand New York
Cet article concerne la zone métropolitaine de New York, pour l'état, voir État de New York.

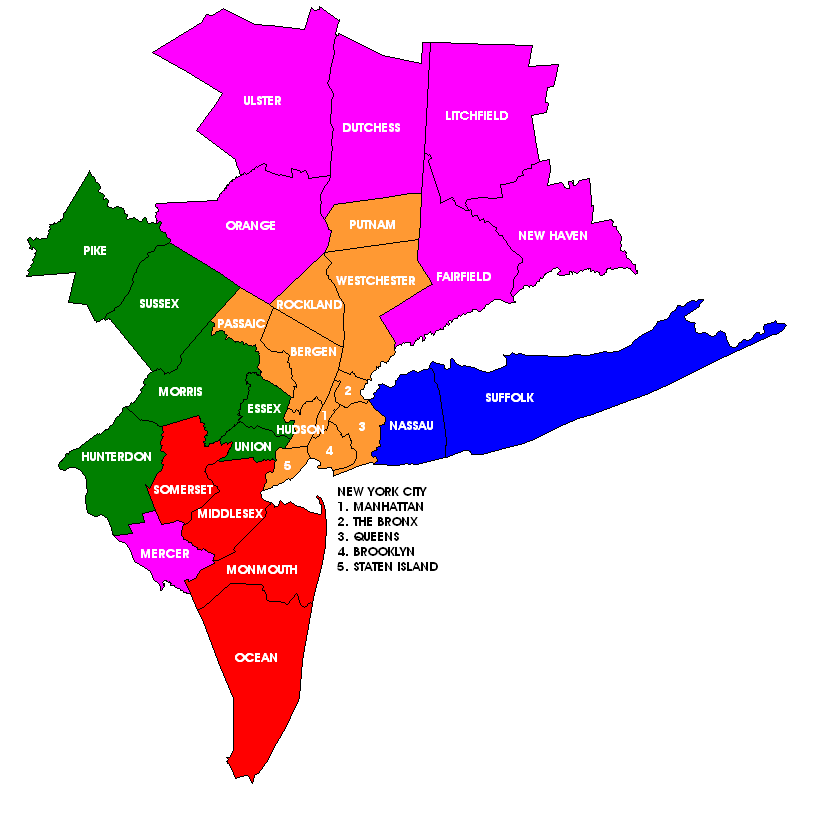
Les comtés et les cinq divisions métropolitaines constituant l'aire urbaine du Grand New York :
New York-White Plains-Wayne, NY-NJ Metropolitan Division,
Nassau-Suffolk, NY Metropolitan Division,
Newark-Union, NJ-PA Metropolitan Division,
Edison, NJ Metropolitan Division,
reste du New York-Newark-Bridgeport, NY-NJ-CT Combined Statistical Area.

Vue satellite de la région de New York de nuit.

Le Grand New York (New York Metropolitan area, Greater New York ou communément Tri-state area), est l'aire urbaine la plus peuplée des États-Unis et la huitième du monde, avec une population de 20 140 470 habitants au recensement de 2020. Cette agglomération, centrée autour de la ville de New York (New York City) qui en forme le noyau, regroupe au total 31 comtés et 725 municipalités répartis sur quatre États dans sa définition la plus large selon le Bureau du recensement des États-Unis.

## Les 31 comtés constitutifs
- Dans l'État de New York (treize comtés) :
  - la ville de New York et ses cinq comtés (Bronx, Kings, New York, Queens et Richmond) :  8 336 278
  - le comté de Nassau : 1 339 532
  - le comté de Suffolk : 1 493 350
  - le comté de Putnam :  95 745
  - le comté de Rockland :  286 753
  - le comté de Westchester :  923 459
  - le comté de Dutchess : 280 150
  - le comté d'Orange : 341 367
  - le comté d'Ulster : 177 749

- Dans l'État du New Jersey (quatorze comtés) :
  - le comté de Hudson : 608 975 (ville de Jersey City)
  - le comté de Bergen : 884 118
  - le comté de Passaic : 489 049
  - le comté d'Essex : 793 633
  - le comté d'Union : 522 541
  - le comté de Middlesex : 750 162
  - le comté de Hunterdon : 121 989
  - le comté de Somerset : 297 490
  - le comté de Monmouth : 615 301
  - le comté d'Ocean : 510 916
  - le comté de Morris : 470 212
  - le comté de Sussex : 144 166
  - le comté de Warren : 102 437
  - le comté de Mercer : 350 761

- Dans l'État du Connecticut (trois comtés) :
  - le Comté de Fairfield : 903 291
  - le comté de Litchfield : 182 193
  - le comté de New Haven : 903 291

- Dans l'État de Pennsylvanie (un comté) :
  - le comté de Pike : 56 337